# Scott McLaughlin

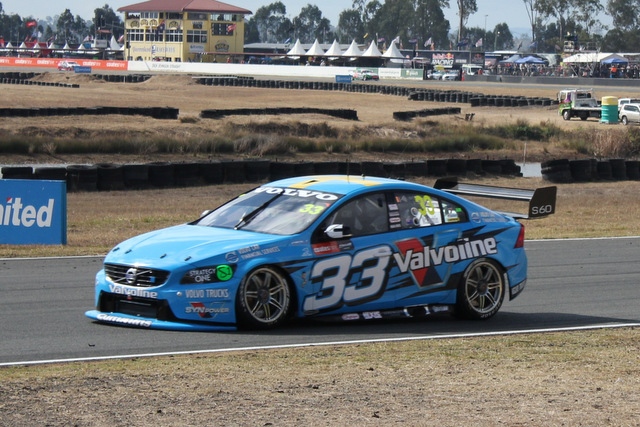
Volvo S60 de McLaughlin durante la fecha de Ipswich 2014.

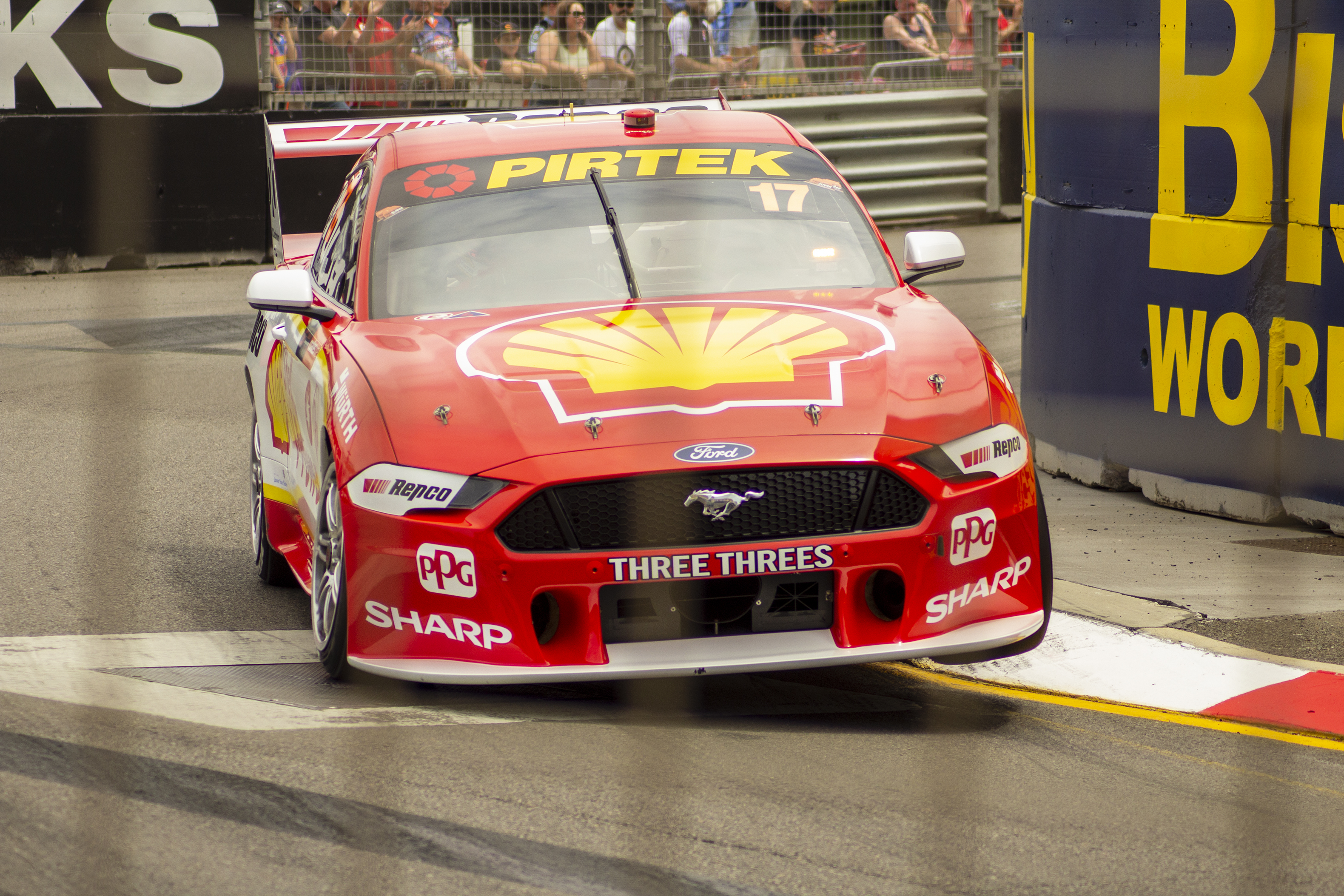
Ford Mustang GT de McLaughlin durante la fecha en Newcastle 2019.

Scott Thomas McLaughlin (Christchurch, Nueva Zelanda; 10 de junio de 1993) es un piloto neozelandés de automovilismo. Ha sido tricampeón del Supercars Championship en 2018, 2019 y 2020, subcampeón en 2017, tercero en 2016 y quinto en 2014. Entre 2013 y 2016 pilotó para Garry Rogers Motorsport y desde 2017 hasta 2020 en DJR Team Penske. Desde 2020 compite en la IndyCar Series para Team Penske, resultando tercero en 2023 y 2024, y cuarto en 2022.

## Carrera

### Inicios
McLaughlin comenzó a competir en karts cuando tenía ocho años de edad, y representó a Nueva Zelanda en el Desafío Rotax Max celebrado en Italia.
En 2010, McLaughlin confirmó que competiría para Stone Brothers Racing en la Fujitsu V8 Supercar Series, la antesala del V8 Supercars, con solo 16 años de edad, convirtiéndose en el piloto más joven de la historia. No hizo su debut hasta la segunda ronda de la serie, debido a que no tenía la licencia de competencia apropiada. McLaughlin ganó su primera carrera en la serie en Queensland Raceway en 2011 antes de ganar el título en 2012 con cuatro victorias, Además en ese año, McLaughlin también ganó seis carreras en su camino para convertirse en el campeón del campeonato V8SuperTourer de Nueva Zelanda.

### Campeonato Australiano de Supercars
McLaughlin hizo su debut en el V8 Supercars en 2012 durante los 500 km de Sandown como piloto invitado, acompañando a Jonathon Webb en un Holden Commodore de Tekno Autosports. La pareja tuvo un buen desempeño tanto en Sandown como en Bathurst, terminando en el décimo lugar en Sandown y en el sexto lugar en Bathurst 1000. McLaughlin también estuvo en el Sydney 500 para Garry Rogers Motorsport después de que Alexandre Prémat tuvo que dejar la carrera del domingo debido al agotamiento por calor extremo del día anterior. 
McLaughlin fue posteriormente firmado por Garry Rogers Motorsport como piloto regular en la temporada siguiente. Logró dos victorias y un segundo lugar, ubicándose décimo en el campeonato. 
Se mantuvo en el equipo de Garry Rogers en 2014, pero al volante de un Volvo S60 oficial. Resultó quinto en la tabla de pilotos con cuatro triunfos, entre ellos el Phillip Island 400, y 10 podios. Al año siguiente, no pudo obtener victoria y solamente cosechó cinco podios para terminar octavo en el campeonato. En su último año con Volvo, logró dos victorias y nueve podios y finalizó tercero en la tabla de pilotos de V8 Supercars en 2016.
Para la temporada 2017 del renombrado Campeonato Australiano de Supercars, McLaughlin pasó al DJR Team Penske, pilotando un Ford Falcon. Logró un total de ocho victorias y 16 podios, sin embargo, resultó subcampeón después de sufrir tres penalizaciones en la segunda carrera en Newcastle, que eventualmente contribuirían a que perdiera el título con Jamie Whincup. McLaughlin mejoraría sus estadísticas en 2018 con 9 triunfos y 21 podios, consagrándose campeón del Campeonato Australiano de Supercars.
En 2019, McLaughlin condujo el nuevo Ford Mustang GT tuvo una temporada aplastante con 18 victorias, destacando una en los 1000 km de Bathurst, tres segundos lugares y un tercero, defendiendo con éxito el título. Nuevamente ganó el título en 2020, esta vez con 13 triunfos.

### IndyCar Series
McLaughlin debutó en la IndyCar Series en la última competencia de la temporada 2020 en Sonoma, manteniendo su relación con el equipo Penske. Fue su primera carrera en monoplazas en 10 años. 
Corrió en esta categoría a tiempo completo en 2021, compartiendo equipo con Josef Newgarden, Will Power y Simon Pagenaud. Sus mejores resultados fueron en óvalos con un segundo puesto en la primera carrera de Texas, un cuarto en Gateway y un octavo en la segunda fecha en Texas. Por el lado de los circuitos, fue octavo en el Gran Premio de Indianápólis de mayo y noveno en Portland. Finalizó 14° en la temporada general, logrando el título de Novato del Año.
El neozelandés logró su primera victoria en la IndyCar en la carrera inaugural de la temporada 2022 en San Petersburgo, donde había logrado la pole position. En la carrera siguiente, en Texas, McLaughlin lideró la mayor parte de la carrera, pero perdió ante su compañero Josef Newgarden por menos de una centésima de segundo, al ser superado a falta de unos pocos menos del final. Perdió el liderato del campeonato en la carrera posterior, ante Newgarden. En la Indy 500, abandonó debido a un accidente cuando se encontraba fuera de los 10 primeros.

## Resumen de carrera
| Temporada | Categoría                             | Equipo                  | Carreras     | Victorias    | Poles        | VR           | Podios       | Puntos       | Pos.         |
| --------- | ------------------------------------- | ----------------------- | ------------ | ------------ | ------------ | ------------ | ------------ | ------------ | ------------ |
| 2010      | Fujitsu V8 Supercar Series            | Stone Brothers Racing   | 14           | 0            | 0            | 0            | 0            | 678          | 12.º         |
| 2010      | Campeonato Victoriano de Fórmula Ford | —                       | 3            | 1            | 1            | 1            | 3            | 94           | 12.º         |
| 2010      | Australian Mini Challenge             | —                       | 6            | 0            | 0            | 0            | 0            | 203          | 13.º         |
| 2010-11   | New Zealand V8                        | Racing Projects         | 7            | 0            | 0            | 0            | 1            | 755          | 8.º          |
| 2011      | Fujitsu V8 Supercar Series            | Stone Brothers Racing   | 17           | 1            | 1            | 1            | 4            | 1461         | 4.º          |
| 2012      | V8SuperTourer                         | MPC Motorsport          | 9            | 3            | 3            | 1            | 4            | 2055         | 3.º          |
| 2012      | Dunlop V8 Supercar Series             | Stone Brothers Racing   | 5            | 1            | 0            | 1            | 4            | 1761         | 1.º          |
| 2012      | Dunlop V8 Supercar Series             | Matt Stone Racing       | 15           | 3            | 3            | 2            | 8            | 1761         | 1.º          |
| 2012      | V8 Supercars                          | Garry Rogers Motorsport | 1            | 0            | 0            | 0            | 0            | 422          | 33.º         |
| 2013      | V8SuperTourer                         | Scott McLaughlin Racing | 21           | 1            | 0            | 0            | 7            | 2744         | 5.º          |
| 2013      | Supercars Championship                | Garry Rogers Motorsport | 37           | 2            | 0            | 2            | 3            | 1934         | 10.º         |
| 2014      | Supercars Championship                | Garry Rogers Motorsport | 39           | 4            | 10           | 5            | 10           | 2509         | 5.º          |
| 2015      | Supercars Championship                | Garry Rogers Motorsport | 36           | 0            | 5            | 0            | 5            | 2205         | 8.º          |
| 2015      | Gran Premio de Kuala Lumpur           | Garry Rogers Motorsport |              |              |              |              |              |              | 2.º          |
| 2016      | Supercars Championship                | Garry Rogers Motorsport | 30           | 2            | 2            | 2            | 8            | 2806         | 3.º          |
| 2016      | Campeonato Escandinavo de Turismos    | Polestar Cyan Racing    | 2            | 0            | 0            | 1            | 1            | 36           | 13.º         |
| 2017      | Supercars Championship                | DJR Team Penske         | 27           | 8            | 16           | 6            | 16           | 3021         | 2.º          |
| 2018      | Supercars Championship                | DJR Team Penske         | 32           | 9            | 13           | 4            | 21           | 3944         | 1.º          |
| 2019      | Supercars Championship                | DJR Team Penske         | 29           | 18           | 15           | 8            | 22           | 3872         | 1.º          |
| 2020      | Supercars Championship                | DJR Team Penske         | 27           | 13           | 15           | 1            | 21           | 2576         | 1.º          |
| 2020      | IndyCar Series                        | Team Penske             | 1            | 0            | 0            | 0            | 0            | 8            | 35.º         |
| 2021      | IndyCar Series                        | Team Penske             | 16           | 0            | 0            | 0            | 0            | 305          | 14.º         |
| 2022      | IndyCar Series                        | Team Penske             | 17           | 3            | 3            | 1            | 7            | 510          | 4.º          |
| 2023      | IMSA SportsCar Championship - LMP2    | Tower Motorsports       | 3            | 1            | 1            | 0            | 1            | 639          | 18.º         |
| 2023      | IndyCar Series                        | Team Penske             | 17           | 1            | 2            | 1            | 4            | 488          | 3.º          |
| 2024      | IMSA SportsCar Championship - LMP2    | Tower Motorsports       | 1            | 0            | 0            | 0            | 0            | 278          | 44.º         |
| 2024      | IndyCar Series                        | Team Penske             | 17           | 3            | 5            | 2            | 7            | 505          | 3.º          |
| 2025      | IMSA SportsCar Championship - GTD Pro | Trackhouse by TF Sport  | Disputándose | Disputándose | Disputándose | Disputándose | Disputándose | Disputándose | Disputándose |
| 2025      | IndyCar Series                        | Team Penske             | Disputándose | Disputándose | Disputándose | Disputándose | Disputándose | Disputándose | Disputándose |
| Fuente:   |                                       |                         |              |              |              |              |              |              |              |

## Resultados

### IndyCar Series
(Clave) (negrita indica pole position) (cursiva indica vuelta rápida)

| Año     | Escudería   | Motor     | 1      | 2      | 3      | 4     | 5      | 6       | 7      | 8      | 9      | 10     | 11     | 12     | 13     | 14     | 15     | 16     | 17    | 18    | Pos. | Puntos |
| ------- | ----------- | --------- | ------ | ------ | ------ | ----- | ------ | ------- | ------ | ------ | ------ | ------ | ------ | ------ | ------ | ------ | ------ | ------ | ----- | ----- | ---- | ------ |
| 2020    | Team Penske | Chevrolet | TXS    | IMS    | ROA    | ROA   | IOW    | IOW     | INDY   | GTW    | GTW    | MDO    | MDO    | IMS    | IMS    | STP 22 |        |        |       |       | 35.º | 8      |
| 2021    | Team Penske | Chevrolet | ALA 14 | STP 11 | TXS 2  | TXS 8 | IMS 8  | INDY 20 | DET 19 | DET 20 | ROA 14 | MDO 12 | NSH 22 | IMS 23 | GTW 4  | POR 9  | LAG 12 | LBH 11 |       |       | 14.º | 305    |
| 2022    | Team Penske | Chevrolet | STP 1  | TXS 2  | LBH 14 | ALA 6 | IMS 18 | INDY 29 | DET 19 | ROA 7  | MDO 1  | TOR 9  | IOW 22 | IOW 3  | IMS 4  | NSH 2  | GTW 3  | POR 1  | LAG 6 |       | 4.º  | 510    |
| 2023    | Team Penske | Chevrolet | STP 13 | TXS 6  | LBH 10 | ALA 1 | IMS 16 | INDY 14 | DET 7  | ROA 8  | MDO 5  | TOR 6  | IOW 2  | IOW 5  | NSH 2  | IMS 8  | GAT 5  | POR 9  | LAG 2 |       | 3.º  | 488    |
| 2024    | Team Penske | Chevrolet | STP 27 | THE 2  | LBH 26 | ALA 1 | IGP 6  | INDY 6  | DET 20 | ROA 3  | LAG 21 | MDO 3  | IOW 1  | IOW 3  | TOR 16 | GAT 2  | POR 7  | MIL 8  | MIL 1 | NSH 5 | 3.º  | 505    |
| 2025*   | Team Penske | Chevrolet | STP 4  | THE 27 | LBH 6  | ALA 3 | IGP 4  | INDY 30 | DET 12 | GAT 24 | ROA 12 | MDO 23 | IOW 4  | IOW 26 | TOR 26 | LAG 10 | POR 7  | MIL    | NSH   |       | 11.º | 285    |
| Fuente: |             |           |        |        |        |       |        |         |        |        |        |        |        |        |        |        |        |        |       |       |      |        |

- * Temporada en progreso.